# Dianthus cintranus subsp. barbatus
Dianthus cintranus subsp. barbatus é uma subespécie de planta com flor pertencente à família Caryophyllaceae. 
A autoridade científica da subespécie é R.Fern. & Franco, tendo sido publicada em Nova Flora de Portugal 1: 551. 1971.

## Portugal
Trata-se de uma subespécie presente no território português, nomeadamente em Portugal Continental.
Em termos de naturalidade é endémica da região atrás referida.

## Protecção
Não se encontra protegida por legislação portuguesa ou da Comunidade Europeia.